# Leptodontidium orchidicola
Leptodontidium orchidicola är en svampart som beskrevs av Sigler & Currah 1987. Leptodontidium orchidicola ingår i släktet Leptodontidium, ordningen disksvampar, klassen Leotiomycetes, divisionen sporsäcksvampar och riket svampar.   Inga underarter finns listade i Catalogue of Life.